# Siria en los Juegos Olímpicos de Londres 2012
Siria estuvo representada en los Juegos Olímpicos de Londres 2012 por diez deportistas, seis hombres y cuatro mujeres, que compitieron en siete deportes.
El portador de la bandera en la ceremonia de apertura fue el atleta Mayd Eddin Gazal. El equipo olímpico sirio no obtuvo ninguna medalla en estos Juegos.